# Creamfields Andalucía
El Creamfields Andalucía era un festival de música electrónica anual que se celebraba en Andalucía. En el año 2012 fue sustituido por el Dreambeach Villaricos, que se sigue celebrando en la actualidad.

## Sedes
- 2004 - 2007: Villaricos (Almería).
- 2008 - 2010: El Ejido (Almería).
- 2011 - 2012: Jerez de la Frontera (Cádiz).

## Historia
El festival tiene su origen en Cream, club inaugurado en Liverpool en 1992 y que desde su origen se ha convertido en referencia obligada dentro de la música electrónica y el dance. Gracias al éxito de dicho club, su patrimonio se amplió hasta convertirse en una empresa que, entre otras cosas, se encarga de organizar Creamfields en varias partes del mundo, como por ejemplo Japón, Inglaterra, Polonia o Argentina.
Al inicio el contrato firmado entre los organizadores del evento (ForeverSun Entertainment) y el Ayuntamiento de Cuevas del Almanzora fue de tres años, aunque una vez celebradas las tres primeras ediciones, se ha continuado realizando en la misma playa de Villaricos hasta la edición de 2007, en el que cambió a El Ejido y finalmente a Jerez de la Frontera.

## Ediciones

### Edición de 2011
La edición de 2011 se celebró los días 13 y 14 de agosto en el Circuito de Velocidad de Jerez de la Frontera. 
| Sábado 13 | Domingo 14 |
| --- | --- |
| The Prodigy Paul Van Dyk 2manydjs Paul Kalkbrenner Eric Prydz Felix Da Housecat Tiga Simian Mobile Disco Azari & III Markus Schulz Alex Under Marc Marzenit Undo Brian Cross Gonçalo Lollypop Mr. Chagar Horacio Cruz Juanmi Linares | Armin Van Buuren Richie Hawtin Laurent Garnier presents LBS Bloody Beetroots Umek Gareth Emery Hybrid Soundsystem James Holden Feed Me Gaiser Agoria Delorean Henry Saiz Paul Ritch Blake Jarrel John Talabot Miguel Arrieta Javy Union |

### Edición de 2008
Asistentes: 30.000 personas.
Fecha: 9 de agosto.
Artistas destacados:
- The Chemical Brothers
- Groove Armada
- Thievery Corporation
- Wally López
- Gui Boratto
- Boys Noize
- Sven väth
- Carl Craig
- Etienne de Crécy

### Edición de 2007
Asistentes: 40.000 personas.
Fecha: 11 de agosto.
Artistas destacados:
- The Prodigy
- Basement Jaxx
- Front 242
- John Digweed
- James Holden
- Miss Kittin
- Josh Wink

### Edición de 2006
Asistentes: 35.000 personas.
Fecha: 12 de agosto.
Artistas destacados:
- Pet Shop Boys
- Fischerspooner
- Carl Cox
- Jeff Mills
- Roger Sánchez
- Vitàlic

### Edición de 2005
Asistentes: 32.000 personas.
Fecha: 13 de agosto.
Artistas destacados:
- The Chemical Brothers
- Faithless
- Goldfrapp
- Ladytron
- Saint Etienne
- Deep Dish
- Carl Cox

### Edición de 2004
Asistentes: 23.000 personas.
Fecha: 14 de agosto.
Artistas destacados:
- Massive Attack
- Fatboy Slim
- Paul Oakenfold
- Erik Morillo
- Jeff Mills
- Miss Kittin
- Goldfrapp